# El Vasco de la Carretilla

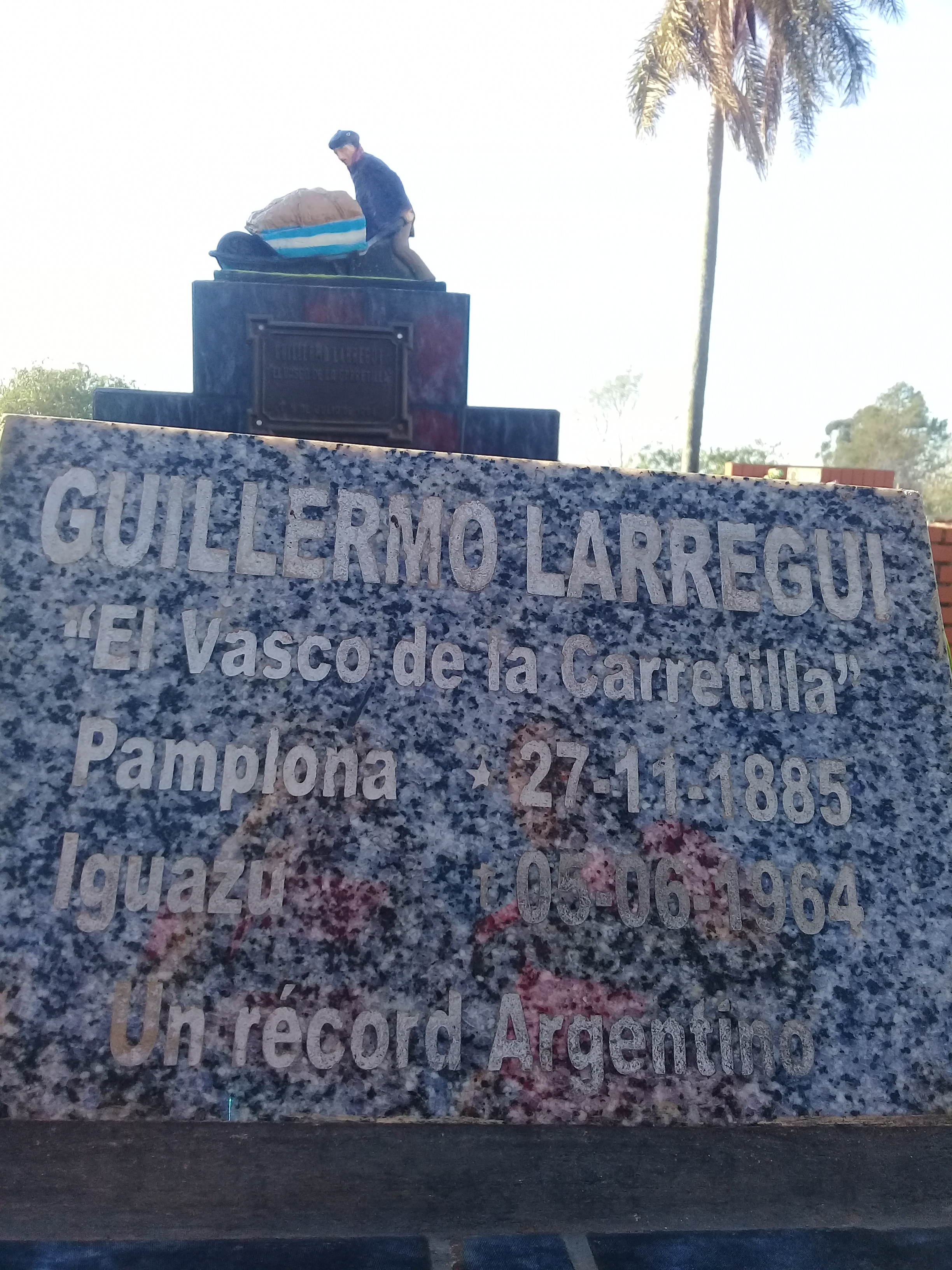
Mausoleo en Puerto Iguazú.

Guillermo Isidoro Larregui Ugarte, (Pamplona, 27 de noviembre de 1885-Puerto Iguazú, 5 de junio de 1964) conocido como El Vasco de la carretilla, también denominado "El Quijote de una sola rueda", fue un viajero que recorrió más de 22 300 km a pie empujando una carretilla de 130 kg.

## Biografía
Guillermo Isidoro Larregui Ugarte nació en Pamplona (Navarra) el 27 de noviembre de 1885 en el barrio de la Rochapea y llegó a Buenos Aires con solo quince años en 1900. Al inicio trabajó como marino. Después en  la Patagonia fue peón en una petrolera norteamericana en la que estuvo hasta 1935. Ese año, durante una reunión con amigos hizo una apuesta que le cambió la vida y que lo convirtió en uno de los personajes más excéntricos de la Argentina.

“Yo me animaría, les dije, a cruzar toda la Patagonia a pie y a ir hasta Buenos Aires con una carretilla. Lo tomaron a broma y uno de ellos me trajo una carretilla. Luego, cuando vieron que yo me disponía a emprender el viaje y que la cosa iba en serio, se sorprendieron”

Tenía 50 años cuando partió para cumplir este sueño. Larregui era un hombre sencillo, fuerte y libre, que llevaba en su carretilla lo necesario para el cuerpo y encontraba en los caminos el alimento de su alma.  La solidaridad de la gente, especialmente de la colectividad vasca, hacía más tenues las peripecias que debía enfrentar. El Vasco de la carretilla poseía una sana curiosidad para descubrir lo desconocido. Hablaba y escuchaba a la gente con la atención de los niños. Conocía  varios idiomas, al menos euskera, castellano, francés, e italiano.

## Los viajes del Vasco de la carretilla
Isidoro Larregui recorrió a pie  alrededor de 22.300 km y efectuó cuatro caminatas: 
- La primera  inició en 1935, cuando tenía 50 años, partiendo del paraje Cerro Bagual, a 120 km de Comandante Luis Piedrabuena  (Santa Cruz), llegando a Buenos Aires 14 meses después.
- La segunda la comenzó en 1936, desde Coronel Pringles (Pcia. De Bs. As.) y la finalizó en La Paz (Bolivia).
- La tercera la realizó desde Villa María (Córdoba), hasta Santiago de Chile.
- Su cuarta y última caminata la efectuó desde Trenque Lauquen (Buenos Aires), hasta las cataratas del parque nacional Iguazú, en Misiones.[3]

## Las carretillas del vasco
La carretilla tenía la base de 70 cm x 110 cm y 30 cm de alto, con los siguientes objetos: carpa de 2,5 m de largo por 2 m de ancho; cama plegadiza, colchón y colcha; herramientas completas, utensilios de cocina, calentador, juego de lavabo, cepillos, brocha, navaja y provisiones.
- La primera carretilla del vasco Larregui Ugarte quedó en el Museo de Luján porque él la donó.
- La segunda la utilizó , entre 1936 y 1938, hizo un recorrido desde Coronel Pringles, hasta Bolivia.
- La  tercera se la hicieron amigos de Trenque Lauquen y Beruti en 1943 y terminó seis años más tarde en Puerto Iguazú (Misiones), el lugar que sería su residencia definitiva. Se calculaba que, en total, ya había caminado más de 20 000 km,

## Fallecimiento
Murió el 5 de junio de 1964, cuando aún no había llegado a cumplir los 79 años en Puerto Iguazú. Lo enterraron en el cementerio de esa ciudad. Se había convertido en un personaje de leyenda y a su alrededor se empezaron a armar los mitos. Había una vez escrito: 

"Vivir el ritmo oculto de los campos abiertos llenos de sol. La emoción de la tierra Argentina, llena de generosidades. He aquí mi objetivo. Nadie me podrá quitar la dicha de ser dueño de mi propio destino".(Guillermo Larregui, 17 de agosto de 1938)

Se escribió después de su muerte:

“esperando un subsidio del gobierno que nunca llegó, Guillermo Isidoro se marchó para siempre, tenía casi 79 años en un periodo donde toda una generación estaba inventando una nueva juventud. Se murió como había vívido, pobre, en paz consigo mismo protegido por los sueños que había realizado, dejando en la tierra las cosas finitas para perderse en las infinitas sorpresas del cielo”.